# All-ACB Team
All-ACB Team – umowny skład najlepszych zawodników hiszpańskiej ligi ACB, wybierany co sezon według pozycji zawodników na boisku od rozgrywek 2003/04. W głosowaniu biorą udział trenerzy, zawodnicy, dziennikarze oraz fani (poprzez głosowanie online).

## All-ACB Team sezon po sezonie

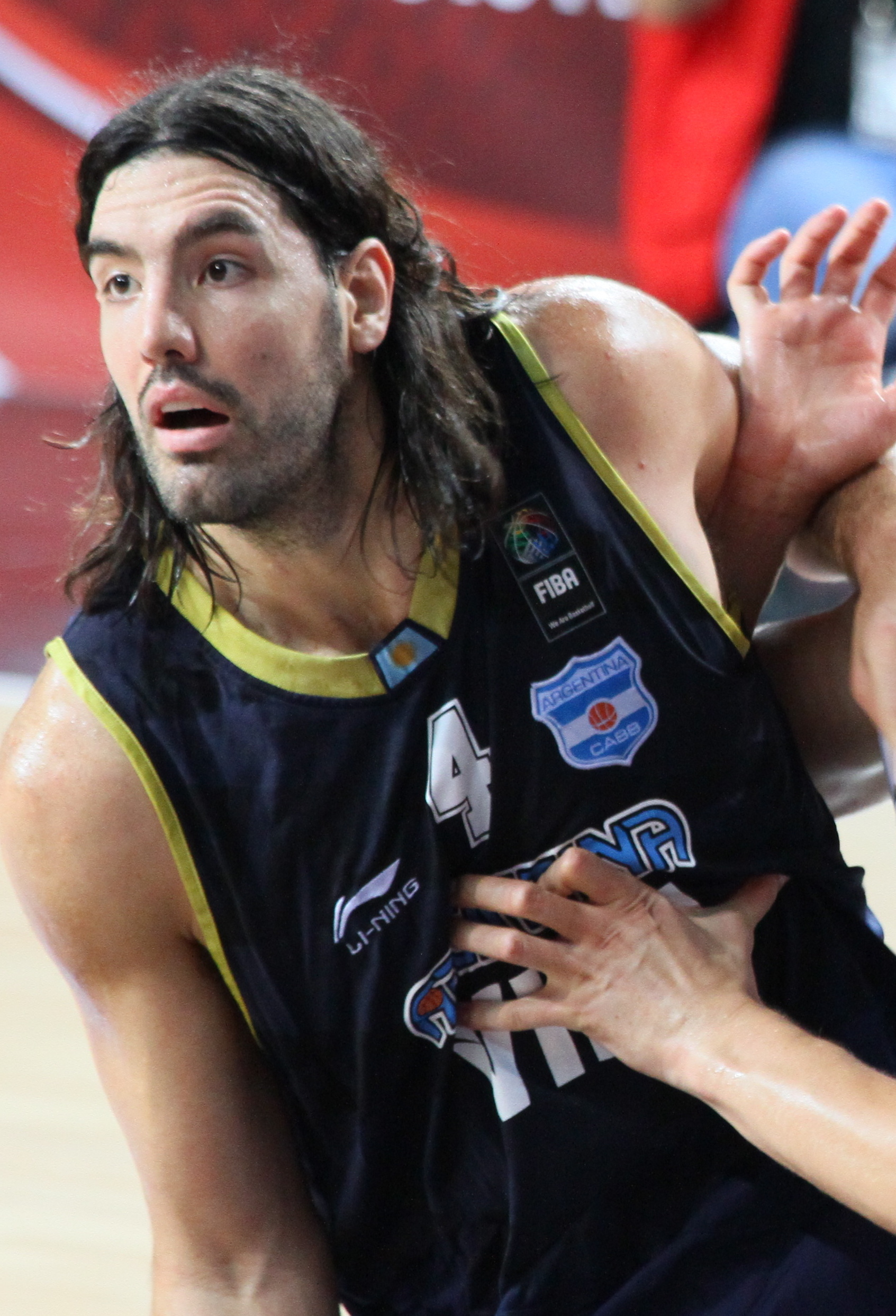
Luis Scola 4-krotnie zaliczony do All-ACB Team, 2-krotny MVP ligi.

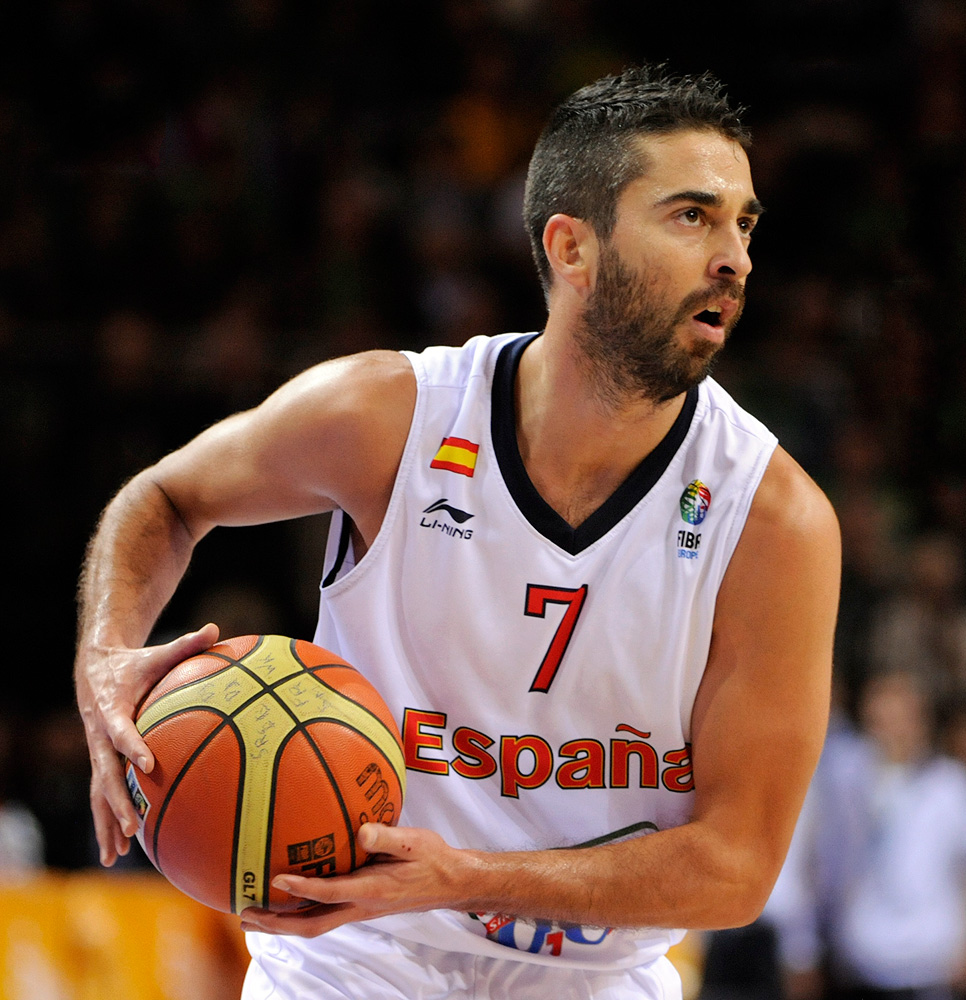
Juan Carlos Navarro, 4 veces en el quinteto y una vez MVP.

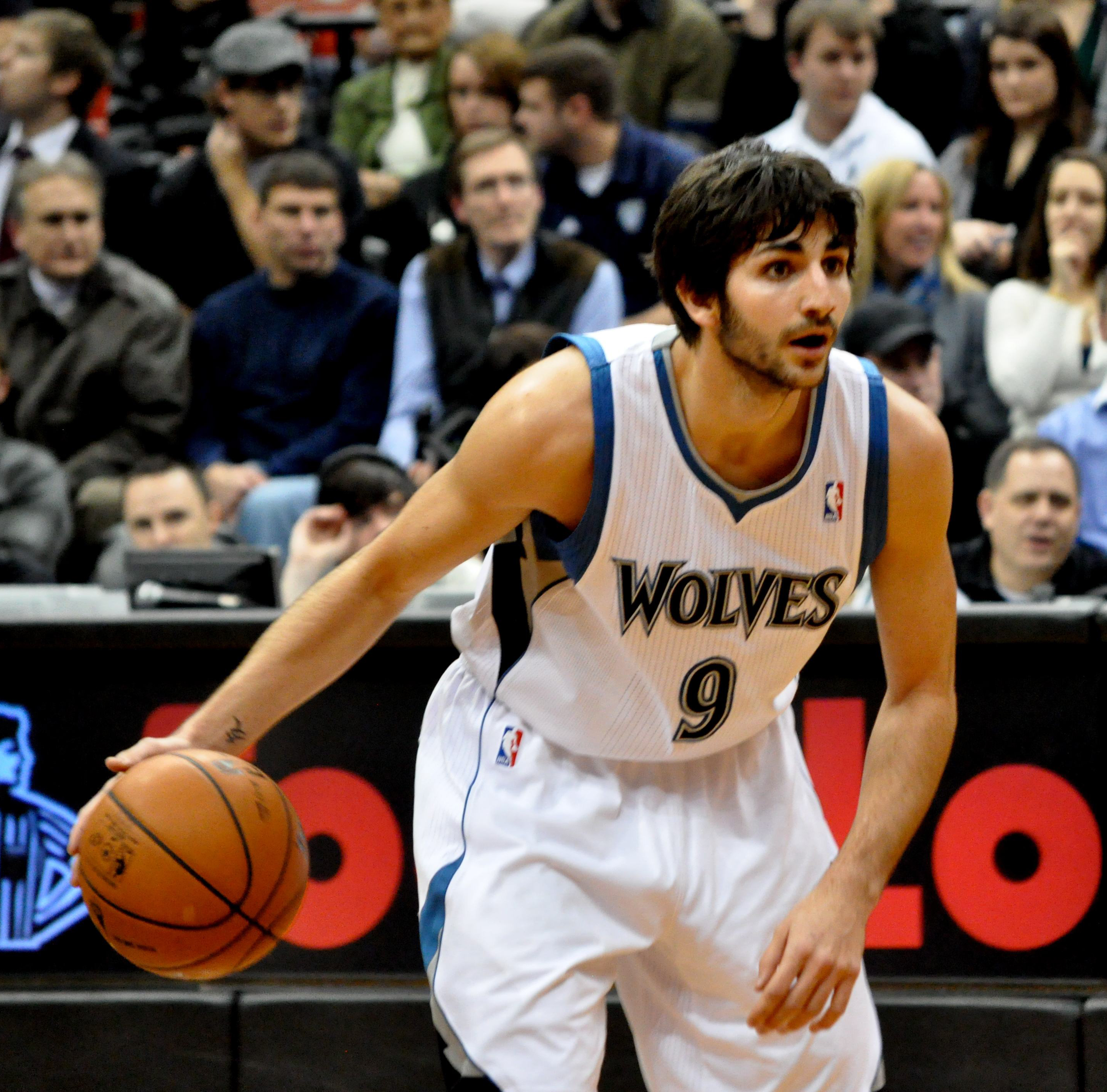
Ricky Rubio, zaliczony dwukrotnie do składu najlepszych graczy ACB.

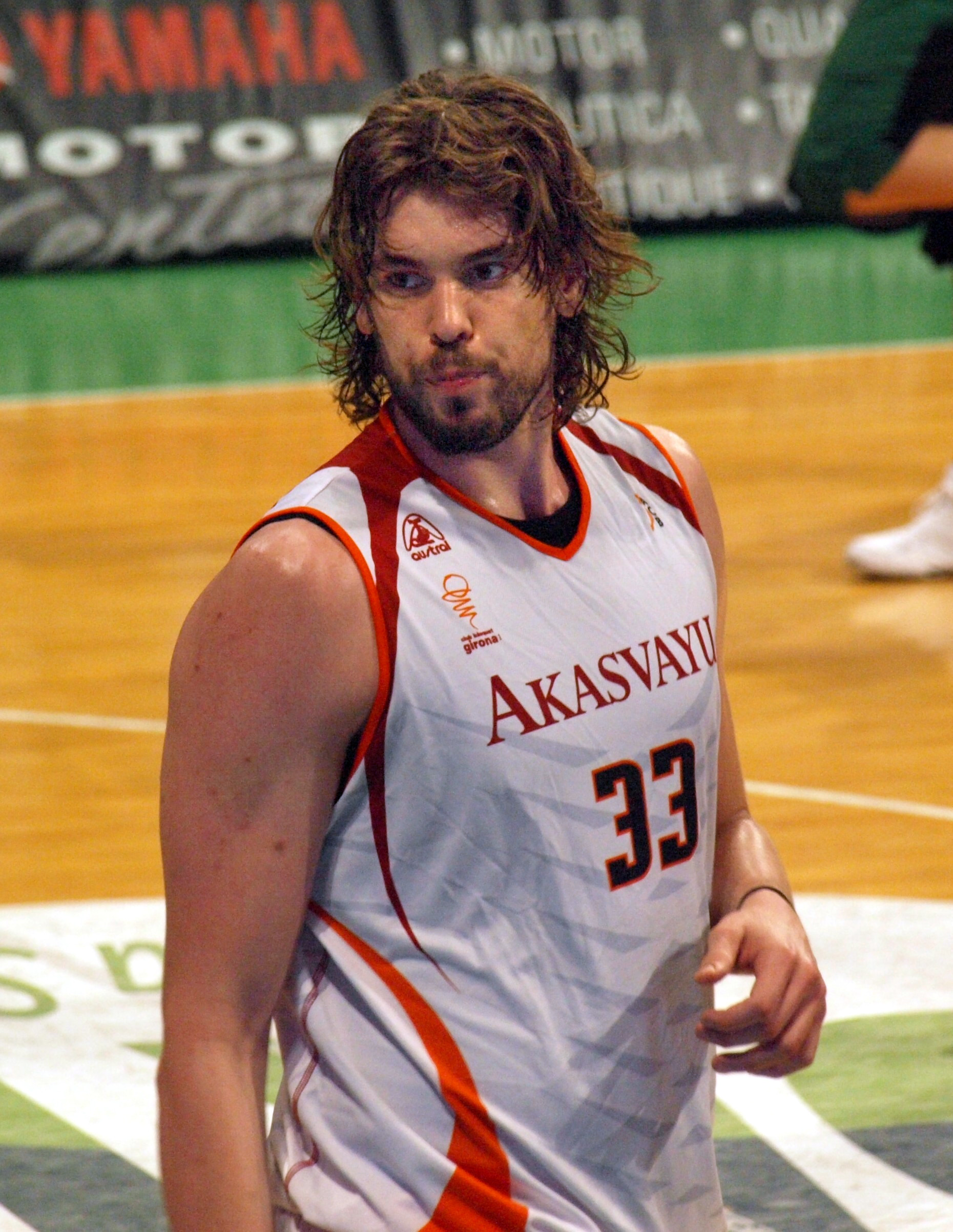
Marc Gasol – MVP sezonu 2008.

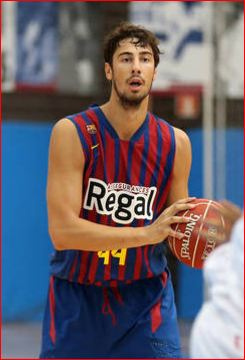
Ante Tomić znalazł się dwukrotnie w składzie najlepszych zawodników ACB.

Pogrubienie – oznacza MVP sezonu Ligi Endesa
| Sezon   | Pierwszy skład          | Pierwszy skład          | Drugi skład             | Drugi skład            |
| Sezon   | Zawodnik                | Drużyna                 | Zawodnik                | Drużyna                |
| ------- | ----------------------- | ----------------------- | ----------------------- | ---------------------- |
| 2003–04 | Elmer Bennett           | Real Madryt             |                         |                        |
| 2003–04 | Dejan Bodiroga          | FC Barcelona            |                         |                        |
| 2003–04 | Andrés Nocioni          | TAU Cerámica            |                         |                        |
| 2003–04 | Lou Roe                 | Etosa Alicante          |                         |                        |
| 2003–04 | Luis Scola              | TAU Cerámica            |                         |                        |
| 2004–05 | José Manuel Calderón    | TAU Cerámica            |                         |                        |
| 2004–05 | Charlie Bell            | Leche Río Breogán       |                         |                        |
| 2004–05 | Carlos Jiménez          | Adecco Estudiantes      |                         |                        |
| 2004–05 | Jorge Garbajosa         | Unicaja Málaga          |                         |                        |
| 2004–05 | Luis Scola (2)          | TAU Cerámica            |                         |                        |
| 2005–06 | Pablo Prigioni          | TAU Cerámica            |                         |                        |
| 2005–06 | Juan Carlos Navarro     | Winterthur FC Barcelona |                         |                        |
| 2005–06 | Carlos Jiménez (2)      | Adecco Estudiantes      |                         |                        |
| 2005–06 | Jorge Garbajosa (2)     | Unicaja Málaga          |                         |                        |
| 2005–06 | Luis Scola (3)          | TAU Cerámica            |                         |                        |
| 2006–07 | Pablo Prigioni (2)      | TAU Cerámica            |                         |                        |
| 2006–07 | Juan Carlos Navarro (2) | Winterthur FC Barcelona |                         |                        |
| 2006–07 | Rudy Fernández          | DKV Joventut            |                         |                        |
| 2006–07 | Felipe Reyes            | Real Madryt             |                         |                        |
| 2006–07 | Luis Scola (4)          | TAU Cerámica            |                         |                        |
| 2007–08 | Ricky Rubio             | DKV Joventut            |                         |                        |
| 2007–08 | Marcelinho Huertas      | Iurbentia Bilbao Basket |                         |                        |
| 2007–08 | Rudy Fernández (2)      | DKV Joventut            |                         |                        |
| 2007–08 | Felipe Reyes (2)        | Real Madryt             |                         |                        |
| 2007–08 | Marc Gasol              | Akasvayu Girona         |                         |                        |
| 2008–09 | Pablo Prigioni (3)      | TAU Cerámica            |                         |                        |
| 2008–09 | Igor Rakočević          | TAU Cerámica            |                         |                        |
| 2008–09 | Juan Carlos Navarro (3) | FC Barcelona Regal      |                         |                        |
| 2008–09 | Fran Vázquez            | FC Barcelona Regal      |                         |                        |
| 2008–09 | Felipe Reyes (3)        | Real Madryt             |                         |                        |
| 2009–10 | Ricky Rubio (2)         | Regal FC Barcelona      |                         |                        |
| 2009–10 | Juan Carlos Navarro (4) | Regal FC Barcelona      |                         |                        |
| 2009–10 | Carlos Suárez           | Asefa Estudiantes       |                         |                        |
| 2009–10 | Erazem Lorbek           | Regal FC Barcelona      |                         |                        |
| 2009–10 | Tiago Splitter          | Caja Laboral Baskonia   |                         |                        |
| 2010–11 | Marcelinho Huertas (2)  | Caja Laboral Baskonia   |                         |                        |
| 2010–11 | Jaycee Carroll          | Gran Canaria 2014       |                         |                        |
| 2010–11 | Fernando San Emeterio   | Caja Laboral Baskonia   |                         |                        |
| 2010–11 | Nik Caner-Medley        | Asefa Estudiantes       |                         |                        |
| 2010–11 | Ante Tomić              | Real Madryt             |                         |                        |
| 2011–12 | Sergio Llull            | Real Madryt             |                         |                        |
| 2011–12 | Sergi Vidal             | Lagun Aro GBC           |                         |                        |
| 2011–12 | Andy Panko              | Lagun Aro GBC           |                         |                        |
| 2011–12 | Mirza Teletović         | Caja Laboral Baskonia   |                         |                        |
| 2011–12 | Erazem Lorbek (2)       | FC Barcelona Regal      |                         |                        |
| 2012–13 | Sergio Rodríguez        | Real Madryt             |                         |                        |
| 2012–13 | Rudy Fernández (3)      | Real Madryt             |                         |                        |
| 2012–13 | Andrés Nocioni (2)      | Laboral Kutxa           |                         |                        |
| 2012–13 | Nikola Mirotić          | Real Madryt             |                         |                        |
| 2012–13 | Ante Tomić (2)          | FC Barcelona Regal      |                         |                        |
| 2013–14 | Sergio Rodríguez (2)    | Real Madryt             |                         |                        |
| 2013–14 | Rudy Fernández (4)      | Real Madryt             |                         |                        |
| 2013–14 | Romain Sato             | Valencia Basket         |                         |                        |
| 2013–14 | Nikola Mirotić (2)      | Real Madryt             |                         |                        |
| 2013–14 | Justin Doellman         | Valencia Basket         |                         |                        |
| 2014–15 | Jayson Granger          | Unicaja Málaga          |                         |                        |
| 2014–15 | Sergio Llull (2)        | Real Madryt             |                         |                        |
| 2014–15 | Pau Ribas               | Valencia Basket         |                         |                        |
| 2014–15 | Felipe Reyes (4)        | Real Madryt             |                         |                        |
| 2014–15 | Marko Todorović         | Dominion Bilbao Basket  |                         |                        |
| 2015–16 | Darius Adams            | Laboral Kutxa Baskonia  | Tomáš Satoranský        | FC Barcelona Lassa     |
| 2015–16 | Sergio Rodríguez (3)    | Real Madryt             | Marko Popović           | Montakit Fuenlabrada   |
| 2015–16 | Alex Mumbrú             | Dominion Bilbao Basket  | Ádám Hanga              | Laboral Kutxa Baskonia |
| 2015–16 | Justin Hamilton         | Valencia Basket         | Gustavo Ayón            | Real Madryt            |
| 2015–16 | Ioannis Bourousis       | Laboral Kutxa Baskonia  | Dejan Musli             | ICL Manresa            |
| 2016–17 | Sergio Llull (3)        | Real Madryt             | Shane Larkin            | Baskonia               |
| 2016–17 | Edwin Jackson           | Movistar Estudiantes    | Facundo Campazzo        | UCAM Murcia            |
| 2016–17 | Ádám Hanga (2)          | Baskonia                | Nemanja Nedović         | Unicaja                |
| 2016–17 | Bojan Dubljević         | Valencia Basket         | Anthony Randolph        | Real Madryt            |
| 2016–17 | Giorgi Shermadini       | MoraBanc Andorra        | Ante Tomić (3)          | FC Barcelona Lassa     |
| 2017–18 | Gary Neal               | Tecnyconta Saragossa    | Thomas Heurtel          | FC Barcelona Lassa     |
| 2017–18 | Luka Dončić             | Real Madryt             | Facundo Campazzo (2)    | Real Madryt            |
| 2017–18 | Sylven Landesberg       | Movistar Estudiantes    | Mateusz Ponitka         | Iberostar Tenerife     |
| 2017–18 | Tornike Szengelia       | Kirolbet Baskonia       | Bojan Dubljević (2)     | Valencia Basket        |
| 2017–18 | Henk Norel              | Delteco GBC             | Ante Tomić (4)          | FC Barcelona Lassa     |
| 2018–19 | Facundo Campazzo        | Real Madryt             | Thomas Heurtel (2)      | FC Barcelona Lassa     |
| 2018–19 | Nicolás Laprovíttola    | Divina Seguros Joventut | Jaime Fernández         | Unicaja                |
| 2018–19 | Stan Okoye              | Tecnyconta Saragossa    | Javier Beirán           | Iberostar Tenerife     |
| 2018–19 | Bojan Dubljević (3)     | Walencja Basket         | Tornike Szengelia (2)   | Baskonia               |
| 2018–19 | Walter Tavares          | Real Madryt             | Vincent Poirier         | Baskonia               |
| 2019–20 | Facundo Campazzo (4×)   | Real Madryt             | Marcelinho Huertas (3×) | Iberostar Tenerife     |
| 2019–20 | Klemen Prepelič         | Joventut Badalona       | Ádám Hanga (3×)         | FC Barcelona           |
| 2019–20 | Axel Bouteille          | Unicaja                 | Alberto Abalde          | Valencia Basket        |
| 2019–20 | Nikola Mirotić (3×)     | FC Barcelona            | Tornike Szengelia (3×)  | Baskonia               |
| 2019–20 | Giorgi Szermadini (2×)  | Iberostar Tenerife      | Walter Tavares (2×)     | Real Madryt (2×)       |

## Statystyki

### Najwięcej nominacji
| Zawodnik            | Kraj      | Nominacje | Lata                   |
| ------------------- | --------- | --------- | ---------------------- |
| Luis Scola          | Argentyna | 4         | 2004, 2005, 2006, 2007 |
| Juan Carlos Navarro | Hiszpania | 4         | 2006, 2007, 2009, 2010 |
| Rudy Fernández      | Hiszpania | 4         | 2007, 2008, 2013, 2014 |
| Felipe Reyes        | Hiszpania | 4         | 2007, 2008, 2009, 2015 |
| Pablo Prigioni      | Argentyna | 3         | 2006, 2007, 2009       |
| Sergio Rodriguez    | Hiszpania | 3         | 2013, 2014, 2016       |
| Sergio Llull        | Hiszpania | 3         | 2012, 2015, 2017       |
| Ricky Rubio         | Hiszpania | 2         | 2008, 2009             |
| Marcelinho Huertas  | Brazylia  | 2         | 2008, 2011             |
| Erazem Lorbek       | Słowenia  | 2         | 2010, 2012             |
| Ante Tomić          | Chorwacja | 2         | 2011, 2013             |
| Andrés Nocioni      | Argentyna | 2         | 2004, 2013             |
| Nikola Mirotić      | Hiszpania | 2         | 2013, 2014             |

### Najwięcej nominacji według kraju
| Kraj                         | Nominacje |
| ---------------------------- | --------- |
| Hiszpania                    | 28 (15)   |
| Argentyna                    | 9 (3)     |
| Stany Zjednoczone            | 7 (7)     |
| Brazylia                     | 3 (2)     |
| Słowenia                     | 2 (1)     |
| Serbia                       | 2 (2)     |
| Chorwacja                    | 2 (1)     |
| Bośnia i Hercegowina         | 1 (1)     |
| Republika Środkowoafrykańska | 1 (1)     |

- W nawiasie liczba wybranych zawodników.

### Najwięcej nominacji według zespołu
| Zespół            | Nominacje |
| ----------------- | --------- |
| Baskonia          | 15 (9)    |
| Real Madryt       | 12 (7)    |
| FC Barcelona      | 10 (5)    |
| Estudiantes       | 4 (3)     |
| Joventut          | 3 (2)     |
| Málaga            | 2 (1)     |
| Gipuzkoa Basket   | 2 (2)     |
| Walencja Basket   | 2 (2)     |
| Lucentum Alicante | 1 (1)     |
| Breogán           | 1 (1)     |
| Girona            | 1 (1)     |
| Bilbao Basket     | 1 (1)     |
| Gran Canaria      | 1 (1)     |

- W nawiasie liczba wybranych zawodników.